# Santa Brígida
Pour les articles homonymes, voir Santa Brigida (homonymie).
Santa Brígida est une commune de la communauté autonome des Îles Canaries en Espagne. Elle est située au nord-est de l'île de Grande Canarie dans la province de Las Palmas.

## Géographie

### Localisation

Localisation de l'île de Grande Canarie dans les Îles Canaries.
Localisation de Santa Brígida dans l'île de Grande Canarie.

|                   | Las Palmas de Gran Canaria  | Las Palmas de Gran Canaria |
| Vega de San Mateo | Santa Brígida               | Telde                      |
| Vega de San Mateo | Valsequillo de Gran Canaria | Telde                      |

### Transports
- GC-31

## Démographie
| Année | Population | Densité    |
| ----- | ---------- | ---------- |
| 1991  | 12 199     | 512,35/km2 |
| 1996  | 16 809     | 705,96/km2 |
| 2001  | 17 598     | 778,53/km2 |
| 2002  | 18 719     | 786,18/km2 |
| 2003  | 18 817     | 790,3/km2  |
| 2004  | 18 599     | 778,53/km2 |
| 2006  | 18 760     | 787,90/km2 |
| 2007  | 18 919     | 794,58/km2 |
| 2008  | 19 042     | 799,9/km2  |
| 2009  | 19 154     | 804,45/km2 |

## Personnalités liées à la ville
- Kira Miró (1980-), actrice[1].